# Rachel Pollack
Rachel Grace Pollack (17 de agosto de 1945 - 6 de abril de 2023) fue una autora de ciencia ficción, escritora de cómics y experta en tarot adivinatorio estadounidense.

## Primeros años y educación
Pollack nació el 17 de agosto de 1945 en Brooklyn, Nueva York. Obtuvo una licenciatura con honores e inglés de la Universidad de Nueva York y una maestría en inglés de la Claremont Graduate University.

## Carrera

### Lectura de tarot
Pollack escribió en 1985 el libro Salvador Dali's Tarot, una exposición de la baraja del Tarot de Salvador Dalí, que comprende una lámina a color de página completa para cada carta, con su comentario en la página opuesta. Su obra 78 Degrees of Wisdom sobre la lectura del Tarot es citada frecuentemente por los lectores de Tarot. Ella creó su propia baraja de Tarot, Shining Woman Tarot (más tarde Shining Tribe Tarot). También colaboró en la creación de la baraja de tarot Vertigo con el ilustrador Dave McKean y el autor Neil Gaiman, y escribió un libro para acompañarla. Gaiman a veces consultaba a Pollack sobre el tarot para sus historias.

### Cómics
Pollack escribió para el cómic Doom Patrol (Patrulla Condenada es español), del sello Vertigo de DC Comics, de 1993 a 1995. Su serie de números (64–87) fue una continuación de un cómic de los años 60 que recientemente se había convertido en un favorito de culto bajo la dirección de Grant Morrison. Pollack se hizo cargo de la serie en 1993 después de conocer al editor Tom Peyer en una fiesta, decirle que era el único cómic mensual que querría escribir en ese momento y enviarle un guion de muestra. Hacia el final de la carrera de Morrison, Pollack comenzó a escribir "cartas al editor" mensuales, en lo que ella describe como una voz de "fanática maravillada", pidiendo hacerse cargo del libro cuando Morrison terminara. En la última carta asegura que ya le había contado a su madre que le habían dado el trabajo. Peyer luego utilizó esa respuesta a esa carta para anunciar oficialmente que Pollack, de hecho, se haría cargo del libro. Como resultado de que estas cartas se imprimieron en la columna de cartas de los números de Doom Patrol, algunas personas parecen creer que las cartas fueron la forma en que ella realmente consiguió el trabajo.
Durante su mandato, Pollack abordó temas de cómics que rara vez se abordan, como la  menstruación, la identidad sexual y la transexualidad. La serie terminó dos años después, con la cancelación del título.
Además de Doom Patrol, Pollack escribió números de la antología Vertigo Visions como Brother Power the Geek (1993) y Tomahawk (1998), los primeros 11 números del cuarto volumen de New Gods (1995) y la serie limitada de cinco números Time Breakers (1996) para el sello de corta duración Helix.
En 2019, se anunció que Pollack se reuniría con el artista de Doom Patrol, Richard Case, y el rotulista John Workman para crear una historia corta, titulada "Snake Song", para la "antología de terror con temática musical" financiada por Kickstarter, Dead Beats. 
En 2024, DC Comics publicó "DC Pride: A Celebration of Rachel Pollack" reimprimiendo el número 70 de "Doom Patrol" y el número 1 de "Vertigo Visions: The Geek #1 'Homelands of the Dolls'", así como un homenaje introductorio de Stuart Moore y una nueva historia, "Shining Through the Wreckage", que revisa el personaje de Doom Patrol de Pollack, Coagula, escrita por Joe Corallo.

### Ficción
Tres de las novelas de Pollack ganaron o fueron nominadas para premios importantes en el campo de la ciencia ficción y la fantasía: Unquenchable Fire ganó el Premio Arthur C. Clarke de 1989; Godmother Night ganó el Premio Mundial de Fantasía de 1997, fue preseleccionada para el Premio James Tiptree Jr. y fue nominada para un Premio Literario Lambda de Literatura Transgénero; mientras que Temporary Agency fue nominada para el Premio Nebula de 1995 y el Premio Mythopoeic, y preseleccionada para el Tiptree.
Sus novelas de realismo mágico exploran mundos imbuidos de elementos extraídos de diversas tradiciones, creencias y religiones. Varias de sus novelas están ambientadas en una realidad alternativa que se asemeja a la América moderna, pero una América de Seres Brillantes, donde la magia y el ritual, la religión y la taumaturgia son las normas.
Su historia corta "Burning Beard: The Dreams and Visions of Joseph ben Jacob, Lord Virrey de Egipto" fue publicada en 2007 en la antología Interfictions: An Anthology of Interstitial Writing, editada por Theodora Goss y Delia Sherman. Se reimprimió en línea en Lightspeed en mayo de 2014.

### No ficción
El libro de Pollack The Body of the Goddess es una exploración de la historia de la Diosa y su relación con la localidad y el paisaje. Pollack utiliza la imagen de la Diosa en muchas de sus obras. 

### Enseñanza
Durante 32 años, Pollack impartió seminarios con la autora de tarot Mary K. Greer en el Instituto Omega, en Rhinebeck, Nueva York. También realizó seminarios durante varios años en California junto con Greer, y copresentó un seminario innovador con la autora Johanna Gargiulo-Sherman sobre el tarot y la capacidad psíquica, utilizando su propio Tarot Shining Tribe y el Tarot Sacred Rose de Gargiulo-Sherman. Pollack también fue un conferenciante popular en seminarios y simposios de tarot como el Simposio de Tarot de Los Ángeles, el Simposio de Tarot del Área de la Bahía y el Readers Studio.
Fue profesora de escritura creativa en el programa de Maestría en Bellas Artes del Goddard College. Enseñó inglés en la Universidad Estatal de Nueva York. 

## Influencias
Pollack era judía y escribió con frecuencia sobre la Cábala, sobre todo en The Kabbalah Tree. 
Era una mujer trans y escribió con frecuencia sobre temas transgénero. En Doom Patrol presentó a Coagula, un personaje transexual. También escribió varios ensayos sobre la transexualidad, atacando la noción de que es una "enfermedad", diciendo en cambio que es una pasión. Destacó los aspectos reveladores del transexualismo, diciendo que "la mujer trance-sexual [sic] sacrifica su identidad social como varón, su historia personal y, finalmente, la forma misma de su cuerpo a un conocimiento, a un deseo, que domina toda comprensión y prueba racional."
A Secret Woman presenta a una detective de policía que es transgénero y judía. La detective pronuncia la oración: "Bendito seas, oh Dios, que no me hiciste una mujer. Doblemente bendito es el Doctor Green que lo hizo". Pollack creó los personajes conocidos como "la gente de las vendas" para su serie Doom Patrol. Las personas vendadas son 'espíritus sexualmente remanentes' que murieron en accidentes sexuales. Las iniciales SRS provienen del término médico “cirugía de reasignación de sexo”. El ensayo de Pollack "The Transsexual Book of The Dead: Osiris and the Trance Man", escrito para la antología Phallus Palace, aborda el mito de Osiris y "reconfigura la mitología egipcia en un mapa de múltiples capas para la experiencia transexual". 
Cuentos de hadas como el de los Hermanos Grimm influyeron en muchos de los escritos de Pollack. Su libro Tarot of Perfection es un libro de cuentos de hadas basado en el tarot.

## Vida personal
En julio de 2022, Pollack reveló a través de Facebook que, después de haber superado aparentemente el linfoma de Hodgkin varios años antes, le habían diagnosticado una variante diferente de linfoma y se sometería a Quimioterapia. En agosto, la esposa de Pollack, Zoe Matoff, y Patricia Nolan anunciaron que Pollack estaba en una unidad de cuidados intensivos y comenzaron una recaudación de fondos en GoFundMe para sus gastos médicos. Entre quienes compartieron la recaudación de fondos en Twitter se encuentran Neil Gaiman, Shelly Bond, Gail Simone y los editores de DC Comics Chris Conroy y Andrea Shay, mientras que entre los donantes destacados se encuentran Rachel Gold, Al Ewing, Kieron Gillen, Kim Newman, Brett Boot y Cliff Chiang, logrando recaudar más de $28,000 contra una meta de $15,000 para septiembre.
El 12 de marzo de 2023, Gaiman anunció en Instagram y Mastodon, a instancias de la esposa de Pollack, que Pollack estaba en cuidados paliativos y se acercaba al final de su vida. Esto llevó a algunos medios a informar erróneamente que Pollack ya había muerto. Tenía 77 años.
Pollack murió de linfoma de Hodgkin el 7 de abril de 2023, a la edad de 77 años.

## Premios y membresías
- Ganadora del Premio World Fantasy Award a la mejor novela en 1997 por La noche de la madrina.[41]
- Nominada al premio Nebula 1994 a la mejor novela por Agencia temporal.[42]
- Ganadora del Premio Arthur C. Clarke en 1989 por Unquenchable Fire.[43]
- Gran Maestra de Tarot Certificada (CTGM) por la Junta de Certificación de Tarot de Estados Unidos.[22]
- Tarot Sage (TS) con la Junta Estadounidense de Certificación de Tarot.[22]
- Miembro de la Asociación Americana del Tarot (ATA).[22]
- Miembro de la Sociedad Internacional del Tarot (ITS).[22]
- Miembro del Gremio de Tarot de Australia.[22]
- Miembro de la Asociación de Tarot de las Islas Británicas.[22]
- Miembro de la Asociación de Tarot Tarosophy

## Obras publicadas

### Libros de no ficción
- Anderson, Hilary (1989). New Thoughts on Tarot. North Hollywood: Newcastle Pub. Co. ISBN 0-87877-139-5.[26]
- Hillman, James (1997). Marriages: Spring 60, a Journal of Archetype and Culture. City: Continuum International Publishing Group. ISBN 1-882670-09-4.[26]
- Livernois, Jay (1996). Archetypal Sex: Spring : a Journal of Archetype and Culture. Irving: Spring Publications. ISBN 1-882670-05-1.[26]
- Mckean, Dave (2001). Bento. Pacific Grove: Allen Spiegel Fine Arts. ISBN 0-9642069-4-3.[26]
- Pollack, Rachel (1985). Salvador Dali's Tarot. Salem, New Hampshire: Salem House. ISBN 0-88162-076-9.
- Pollack, Rachel (1986). Tarot. Wellingborough: Aquarian Press. ISBN 0-85030-465-2.[26]
- Pollack, Rachel (1986). Teach Yourself Fortune Telling. New York: Henry Holt & Company. ISBN 0-8050-0125-5.[26]
- Pollack, Rachel (1990). The Haindl Tarot. City: Newcastle Publishing Company. ISBN 0-87877-156-5.[26]
- Pollack, Rachel (1990). The Haindl Tarot: the Major Arcana. City: Newcastle Publishing Company. ISBN 0-87877-155-7.[26]
- Pollack, Rachel (1990). The New Tarot. City: Overlook Hardcover. ISBN 0-87951-395-0.[26]
- Pollack, Rachel (1991). Tarot Readings and Meditations. London: Thorsons Pub. ISBN 1-85538-049-8.[26]
- Pollack, Rachel (1993)  Shining Woman Tarot. U.S. Games Systems. ISBN 1855380986
- Pollack, Rachel (1995). The Journey out. New York: Viking. ISBN 0-14-037254-7.[26]
- Pollack, Rachel (1997). The Body of the Goddess. Tisbury: Element Books. ISBN 1-85230-871-0.[26]
- Pollack, Rachel (1998). Seventy-Eight Degrees of Wisdom. New York: Thorsons Publishers. ISBN 0-7225-3572-4.
- Pollack, Rachel (2000). The Power of Ritual. New York: Dell. ISBN 0-440-50872-X.[26]
- Pollack, Rachel (2001). The Shining Tribe Tarot. Saint Paul: Llewellyn Publications. ISBN 1-56718-514-2.[26]
- Pollack, Rachel (2001). The Shining Tribe Tarot, Revised and Expanded. Saint Paul: Llewellyn Publications. ISBN 1-56718-532-0.[26]
- Pollack, Rachel (2002). Complete Illustrated Guide to Tarot. City: Element Books Ltd. ISBN 0-00-713115-1.[26]
- Pollack, Rachel (2002). The Forest Of Souls: A Walk Through The Tarot. Saint Paul, Minnesota: Llewellyn Publications. ISBN 1567185339.[26]
- Pollack, Rachel (2004). The Kabbalah Tree. Saint Paul: Llewellyn Publications. ISBN 0-7387-0507-1.[26]
- Pollack, Rachel (2005). Seeker. Saint Paul: Llewellyn Publications. ISBN 0-7387-0521-7.[26]
- Robbins, Trina (2002). Eternally Bad. City: Book Sales. ISBN 0-7858-1565-1.[26]
- Pollack, Rachel (2008). Tarot Wisdom. Saint Paul: Llewellyn Publications. ISBN 978-0-73871-309-0.[26]

### Novelas
- Pollack, Rachel (1980). Golden Vanity.[3]
- Pollack, Rachel (1987). Alqua Dreams. New York: F. Watts. ISBN 0-531-15070-4.[26]
- Pollack, Rachel (1988). Unquenchable Fire.[3]
- Pollack, Rachel (1994). Temporary Agency. City: St Martins Pr. ISBN 0-312-11077-4.[26]
- Pollack, Rachel (1996). Godmother Night. New York: St. Martin's Press. ISBN 0-312-14606-X.[26]
- Pollack, Rachel (2002). A Secret Woman. New York: St. Martin's Minotaur. ISBN 0-312-24659-5.[26]
- Pollack, Rachel (2015). The Child Eater. London: Jo Fletcher Books. ISBN 978-1-623-65460-3.[26]
- Pollack, Rachel (2017). The Fissure King: A Novel in Five Stories. Underland Press.[26]

### Colecciones
- Pollack, Rachel (1998). Burning Sky. Cambrian Publications. ISBN 1-878914-04-9.[26][44]
- Pollack, Rachel (2008). The Tarot of Perfection: A Book of Tarot Tales. New York: Magic Realist Press. ISBN 978-1-905572-09-0.[26][44]
- Pollack, Rachel (2019). The Beatrix Gates: plus The woman who didn't come back, plus Trans central station, and much more. Oakland: PM Press. ISBN 978-1-62963-578-1.[44]

### Antologías
- Pollack, Rachel; Caitlin Matthews (1996). Tarot Tales. New York: Ace Books. ISBN 0-441-00352-4.[26][44]

### Cuento corto
- Pollack, Rachel (1971). Pandora's Bust.[44]
- Pollack, Rachel (1973). Tubs of Slaw.[44]
- Pollack, Rachel (1975). Black Rose and White Rose.[44]
- Pollack, Rachel (1976). Is Your Child Using Drugs? Seven Ways to Recognize a Drug Addict.[44]
- Pollack, Rachel (1982). Angel Baby.[44]
- Pollack, Rachel (1984). The Malignant One.[44]
- Pollack, Rachel (1984). The Girl Who Went to the Rich Neighbourhood.[44]
- Pollack, Rachel (1984). Tree House.[44]
- Pollack, Rachel (1984). Lands of Stone.[44]
- Pollack, Rachel (1986). The Protector.[44]
- Pollack, Rachel (1989). The Bead Woman.[44]
- Pollack, Rachel (1989). Knower of Birds.[44]
- Pollack, Rachel (1989). Burning Sky.[44]
- Pollack, Rachel (1990). The Woman Who Didn't Come Back.[44]
- Pollack, Rachel (1990). General All-Purpose Fairy Tale.[44]
- Pollack, Rachel; James Patrick Kelly; Pat Cadigan; Nancy Kress (1997). Making Good Time.[44]
- Pollack, Rachel (1998). The Fool, the Stick, and the Princess.[44]
- Pollack, Rachel (2001). The Younger Brother.[44]
- Pollack, Rachel (2003). Delusions of Universal Grandeur.[44]
- Pollack, Rachel; Michael Cisco; Jeffrey Thomas; Eric G. Schaller; K. J. Bishop; Stepan Chapman; Richard Calder; R. F. Wexler (2003). Reminiscences.[44]
- Pollack, Rachel (2008). Immortal Snake.[44]
- Pollack, Rachel (May 2010). «Forever». Magazine of Fantasy and Science Fiction.[44]

### Poesía
- The Wild Cows (1993) [44]
- Fortune's Lover (mayo de 2009). A Midsummer Night's Press

### Ensayos
- "Introduction: A Machine for Constructing Stories" (1989)[44]
- Read This (The New York Review of Science Fiction, octubre de 1991) (1991)[44]
- Read This (The New York Review of Science Fiction, julio de 1995) (1995)[44]
- Read This (The New York Review of Science Fiction, agosto de 1996) (1996)[44]
- Pollack, Rachel. "Death and Its Afterlives In the Tarot". Parabola.[44]

### Reseñas
- El libro de los abrazos (1991) de Eduardo Galeano
- Outside the Dog Museum (1992) de Jonathan Carroll
- Coelestis [vt Celestis] (1996) de Paul Park

### Historietas
- Doom Patrol. 1993–1995.
- New Gods. 1995–1996.
- Time Breakers. 1995.
- Vertigo Visions: Tomahawk. 1998.